# La Prairie (Illinois)
Pour les articles homonymes, voir La Prairie (homonymie).
La Prairie est une ville du comté d'Adams, en Illinois, aux États-Unis. Elle est incorporée le 15 avril 1869,. 
Lors du recensement de 2010, la ville comptait une population de 47 habitants.

## Source de la traduction
- (en) Cet article est partiellement ou en totalité issu de l’article de Wikipédia en anglais intitulé « La Prairie, Illinois » (voir la liste des auteurs).